# 헤파이스토스 신전

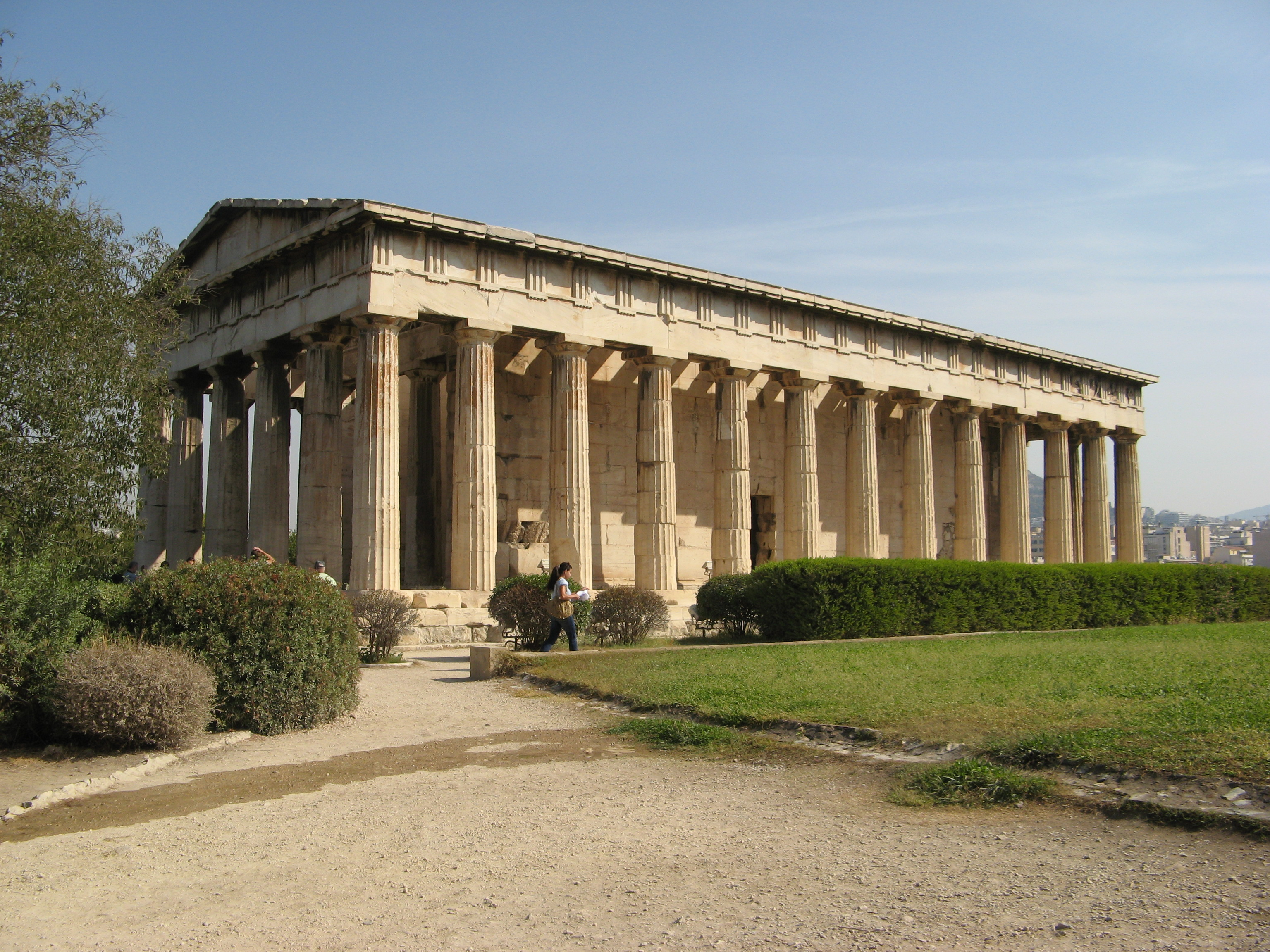
헤파이스토스 신전

헤파이스토스 신전 또는 헤파이스테이온(고대 그리스어: Ἡφαιστεῖον, 그리스어: Ναός Ηφαίστου)은 그리스 아테네의 아크로폴리스 (아테네) 북쪽 아고라에 있는 신전이다. 도리스 양식 기둥이 일렬로 둘러싼 형태이며, 그리스 신전 중에서도 원형이 매우 잘 보존된 건축물로 꼽힌다. 7세기부터 1834년까지 성 요르요스 아카타마스에 봉헌된 그리스 정교회 성당으로 쓰였다. 